# Cairo (Nebraska)
Cairo é uma vila localizada no estado americano de Nebraska, no Condado de Hall.

## Demografia
Segundo o censo americano de 2000, a sua população era de 790 habitantes.
Em 2006, foi estimada uma população de 788, um decréscimo de 2 (-0.3%).

## Geografia
De acordo com o United States Census Bureau, a localidade tem uma área de 1,4 km², sem área coberta por água.

## Localidades na vizinhança
O diagrama seguinte representa as localidades num raio de 24 km ao redor de Cairo.